# Meir (Straße)

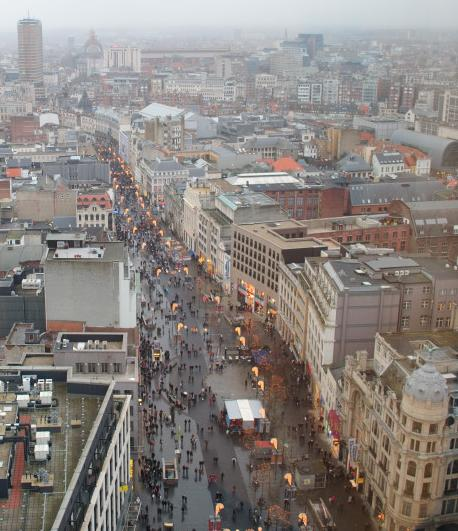
Die Meir in Antwerpen

Die Meir [mɛːr] (niederländisch de Meir)  ist eine der bedeutenden Einkaufsstraßen in der belgischen Stadt Antwerpen. Die Straße ist auch der Namensgeber für das sie umgebende Altstadtviertel.
Gemeinsam mit der De Keyserlei, dem Teniersplaats und der Leysstraat bildet die Meir die Verbindung zwischen der Centraal Station und dem historischen Stadtzentrum von Antwerpen.
Die Meir ist eine durchgehende Fußgängerzone und eine der bedeutenden gewerblichen Straßen in Antwerpen. Neben kleinen Geschäften reihen sich die Filialen großer Modeketten nahtlos aneinander.
Die meisten Geschäfte sind in den historischen Bauten, die die Straße säumen, untergebracht. 
Auf der Meir befinden sich zudem das (Königliche) Paleis op de Meir und der Stadtfestsaal Antwerpen. Beide sind erst kürzlich renoviert worden und der Stadsfeestzaal ist zu einem luxuriösen Einkaufszentrum umgestaltet worden. Von der Meir zweigt die Wapper, mit dem Rubenshaus ab.
Der Name Meir ist von dem Wort meere (See) abgeleitet. Früher war die Meir ein sogenanntes Holzmeer. Das ist ein Platz, auf dem Holz, welches für den Möbelbau bestimmt ist, nass gehalten wird.